# 阿普利亚公爵鲁杰罗三世
鲁杰罗三世（義大利語：Ruggero III，1118年—1148年5月）是西西里国王鲁杰罗二世和王后卡斯蒂利亚的埃尔维拉的长子。他自1134年起为阿普利亚公爵直至去世。

## 生平
鲁杰罗的第一次公开活动发生在1129年的梅尔菲，尽管他还是个孩子，但他和父亲和弟弟坦克雷迪一同接受了一些反叛男爵的效忠。次年12月25日，他的父亲加冕成为西西里国王。鲁杰罗可能在这个时候获得了阿普利亚公国。1134年他肯定已经从他父王手中得到了它。他也许是在塞尔比的罗伯特的监护下。他参加了他父亲从1137年起的征战，在对教宗依诺增爵二世和神圣罗马帝国皇帝洛泰尔二世所支持的阿利费的莱努尔佛爭奪阿普利亚公爵之位的战役中表现突出。他的第一次主要交战是10月30日的里尼亚诺战役；在这场战役中，他父王等更有经验的战士逃走了，一些人如那不勒斯的塞尔吉奥七世公爵戰死。鲁杰罗在里尼亚诺的勇敢表现及首次冲锋成功很早就确立了他的军事声誉。
莱努尔佛死后（1139年），沒人來爭奪阿普利亚，但依诺增爵和他的盟友卡普亚亲王罗贝托二世向梅尔菲进军。鲁杰罗在加卢乔伏击了教宗的军队，只用一千骑士就俘虏了教宗和他的随从。三天后的7月25日，依诺增爵在米尼亚诺确认老鲁杰罗为国王，小鲁杰罗为公爵，老鲁杰罗的第三子阿尔方索为卡普亚亲王，正式断绝了对罗贝托的支持。接下来，鲁杰罗公爵占领了那不勒斯城，使之成为王国的一部分，结束了塞尔吉奥死后继续存在的共和政府。
1140年，国王颁布了阿里亚诺法令后，铸造的第一批达克特上有一尊年轻公爵的肖像，他穿着战袍，站在父亲的身旁，父子的双手都放在十字架上。达克特是以阿普利亚公国的名字命名。二王子坦克雷迪已死，鲁杰罗和阿尔方索转移到阿布鲁齐去骚扰教宗的领地。当时，1140年末，鲁杰罗的准新娘伊莎贝尔从她父亲香槟的蒂博二世的宫廷到来。然而，鲁杰罗最著名的配偶是他的情妇、莱切伯爵阿卡多二世的女儿恩玛，他和她有两个私生子，
- 坦克雷迪，[1]后来的国王，以及
- 古列尔莫（1137年后—1167/68年）

同年（1140年），盖塔的里卡多三世去世，其公国被授予鲁杰罗。
1148年，鲁杰罗公爵年仅30岁，他在未知的地方去世，死因不明。阿拉伯诗人阿布·艾德·道为他哀悼，他说：“勇敢者的手臂已经倒下……雄辩者也只能徒劳地寻求言语来表达这件事。”鲁杰罗被埋葬在古老的巴勒莫主教座堂旁边的圣抹大拉的玛丽亚教堂里。后来，他被转移到一座在今圣吉亚科莫兵营的同名小教堂。他的继任公爵是他唯一存活的嫡弟古列尔莫，后来的国王。

## 资料
- Chalandon, Ferdinand.  2. Paris: Alphonse Picard. 1907.
- Evergates, Theodore. . University of Pennsylvania Press. 2016.
- Grierson, Philip; Blackburn, Mark A. S.; Travaini, Lucia. . Vol. 14: Italy (III) (South Italy, Sicily, Sardinia). Cambridge: Cambridge University Press. 1998.
- Houben, Hubert. . Cambridge: Cambridge University Press. 2002.
- Jamison, Evelyn. . Papers of the British School at Rome. 1913, 6: 211–481  [2020-11-07]. S2CID 161057290. doi:10.1017/s006824620000132x. （原始内容存档于2020-11-12）.
- Matthew, Donald. . Cambridge: Cambridge University Press. 1992.
- Takayama, Hiroshi. . Leiden: E. J. Brill. 1993.